# Pedro Rodrigues do Amaral
Pedro Rodrigues do Amaral foi um fidalgo e religioso português do século XV.

## Família
Pedro Rodrigues do Amaral descendia da Casa de Touriz, junto de Midões, filho de Rodrigo Lourenço do Amaral e de sua mulher Isabel Lourenço Cardoso.

## Biografia
Fez parte da Cruzada organizada pelo Papa Alexandre VI para restituir o Trono do Império Bizantino em Constantinopla ao Imperador Titular Católico André Paleólogo que, sendo expulso pelos Turcos do Império Otomano, se acolhera à protecção daquele Pontífice Romano.
Assumiu o Comando desta Cruzada um Príncipe Francês, e Pedro Rodrigues do Amaral tanto nela se distinguiu e tais serviços prestou, que o Imperador Titular lhe fez passar uma Carta de Nobreza, com data de 31 de Maio de 1491, pela qual o fazia Cavaleiro e não só o nomeava Conde Palatino e lhe dava mercê Brasão de Armas Novas, tendo, por acrescentamento, as Armas do Império, e que são: de vermelho, com um leão nascente de ouro, coroado do mesmo, com uma espada de prata, guarnecida de ouro, levantada na mão direita; o chefe cosido de vermelho, carregado de uma águia bicéfala, estendida e coroada, de ouro; timbre: o leão do escudo, mas também concedia Títulos de Nobreza a ele e a todos os e as que dele descendessem, quer por varão, quer por fêmea, e, igualmente, a seus irmãos e a suas irmãs, para sempre, com muitos privilégios, autorizando-os a poder nomear Notários e mandar passar Cartas de Legitimação a qualquer filho bastardo ou filha bastarda, natural, espúrio ou espúria, adulterino ou adulterina, nefário ou nefária, etc.
Alexandre VI aprovou e confirmou, por seu Breve de 28 de Novembro de 1494, todos os privilégios contidos na referida Carta pedindo a El-Rei D. Manuel I de Portugal que, a Pedro Rodrigues do Amaral, a seus irmãos e a suas irmãs e a toda a sua geração os recebesse e tivesse por Nobres e honrados, e os mandasse honrar e tratar como seus merecimentos e virtudes requeriam.
Por Carta de Nobreza de 30 de Agosto de 1503, foram-lhe confirmadas e outorgadas, por D. Manuel I, todas as honras concedidas, bem como as Armas divisadas na Carta do Imperador Titular de Bizâncio.
Foi o Fundador e 1.° Senhor do Morgado de Freixes, Protonotário Apostólico e Administrador Perpétuo do Mosteiro de São Pedro das Águias e Arcipreste da Igreja de Santa Maria da vila de Almeida.
Era primo-sobrinho de Frei André do Amaral.

## Casamento e descendência
Casou com … de Aranda, de quem teve um filho:
- Francisco de Aranda do Amaral, casado com …, com geração feminina

Teve um filho bastardo e duas filhas bastardas:
- João Rodrigues do Amaral, casado com Aldonça Leite, com geração
- Isabel Rodrigues do Amaral, casada com seu parente Gil Rebelo Cardoso
- Mécia Vaz do Amaral, casada com seu parente Diogo Pais Cardoso de Castelo-Branco, Fidalgo da Casa Real, com geração